# Seiho Takizawa
Pour les articles homonymes, voir Seiho.
滝沢 聖峰
Œuvres principales
- Sous le ciel de Tokyo…

Seihō Takizawa (滝沢 聖峰, Takizawa Seihō), né à Sapporo en 1963, est un auteur japonais de seinen mangas. Il est réputé pour ses récits de batailles aériennes durant la Seconde Guerre mondiale.

## Biographie
Sa famille emménage dans la préfecture de Tokyo durant sa jeunesse. Seihō Takizawa étudie le design industriel à la Tokyo Zokei University (en). Ses études terminées en 1988, il se lance dans les activités du fanzinat. Il commence sa carrière professionnelle en 1990 dans le magazine Model Graphix, spécialisé dans le modélisme aéronautique. Son premier album, Ao no Koro - Japanese Interceptors 1945, paraît en 1992. Depuis 2008 il travaille sur ordinateur pour la finition de planches mais continue à dessiner à la plume. Il vit, en 2018, à Kunitachi, une ville à l’ouest de Tokyo